# Лондонска фондова борса
Лондонската фондова борса (на английски: London Stock Exchage, LSE), е най-голямата по пазарна капитализация фондова борса в Европейския съюз и 3-та в света, с пазарна капитализация от $6.06 трилиона долара, към декември 2014 г.
До Първата световна война тя е най-голямата в света, но вследствие на следвоенния икономически подем на САЩ е изместена от Нюйорската фондова борса, а след Втората световна война е изместена и от Токийската фондова борса. LSE е оперирана от компанията London Stock Exchange Group plc, която оперира и италианската фондова борса Borsa Italiana.
Годината на създаване на първата борса е спорна – някои източници сочат 1554 г., а други 1760 г. Търговията е била смесена – предлагали са се както стоки, така и полици. Търговията с ценни книжа датира от седемнадесети век, но първоначалната търговия е била неорганизирана и трудно би могло да се говори за „борса“. Сделките са се сключвали предимно в кафенета преди да се премести в сградата на Английската банка. LSE като организиран пазар на ценни книжа е създадена през 1773 г. (други източници сочат 1802 г.).
От 1973 г. единствен борсов център се утвърждава Лондон. В резултат на въведените през 1979 г. по-либерални изисквания към предлаганите ценни книжа и техните емитенти LSE заема първо място в света по брой и оборот на чуждестранни ценни книжа. През 1986 г. се осъществява т. нар. „голям удар“, а именно реформа, с която се премахва фиксираната комисиона на брокерите. Това довежда до отпадането на разликата между „брокери“ и „джобери“. Премахната е и забраната за членуване на чуждестранни лица в борсата. Въведена е и автоматична система за котиране, което дава възможност на голяма част от сделките да се сключват по електронен път.
Членове на LSE са 5255 лица, които реализират до 100 000 операции дневно. Оборотът на борсата обхваща 1/10 от търговията на ценни книжа в световен мащаб. В списъка на борсата са включени 730 вида ценни книжа с обща пазарна стойност около 3 трилиона лири. Ценните книжа са организирани в 12 категории.
Ръководството на борсата се осъществява от Съвет на директорите (до 1991 г. Борсов съвет) и Общо събрание на членовете.

## Работно време
Нормалната търговска сесия на лондонската фондова борса е през всички делнични дни от 8:00 до 16:30 часа местно време, с изключение на събота, неделя и официалните празници.